# 당신 뜻대로

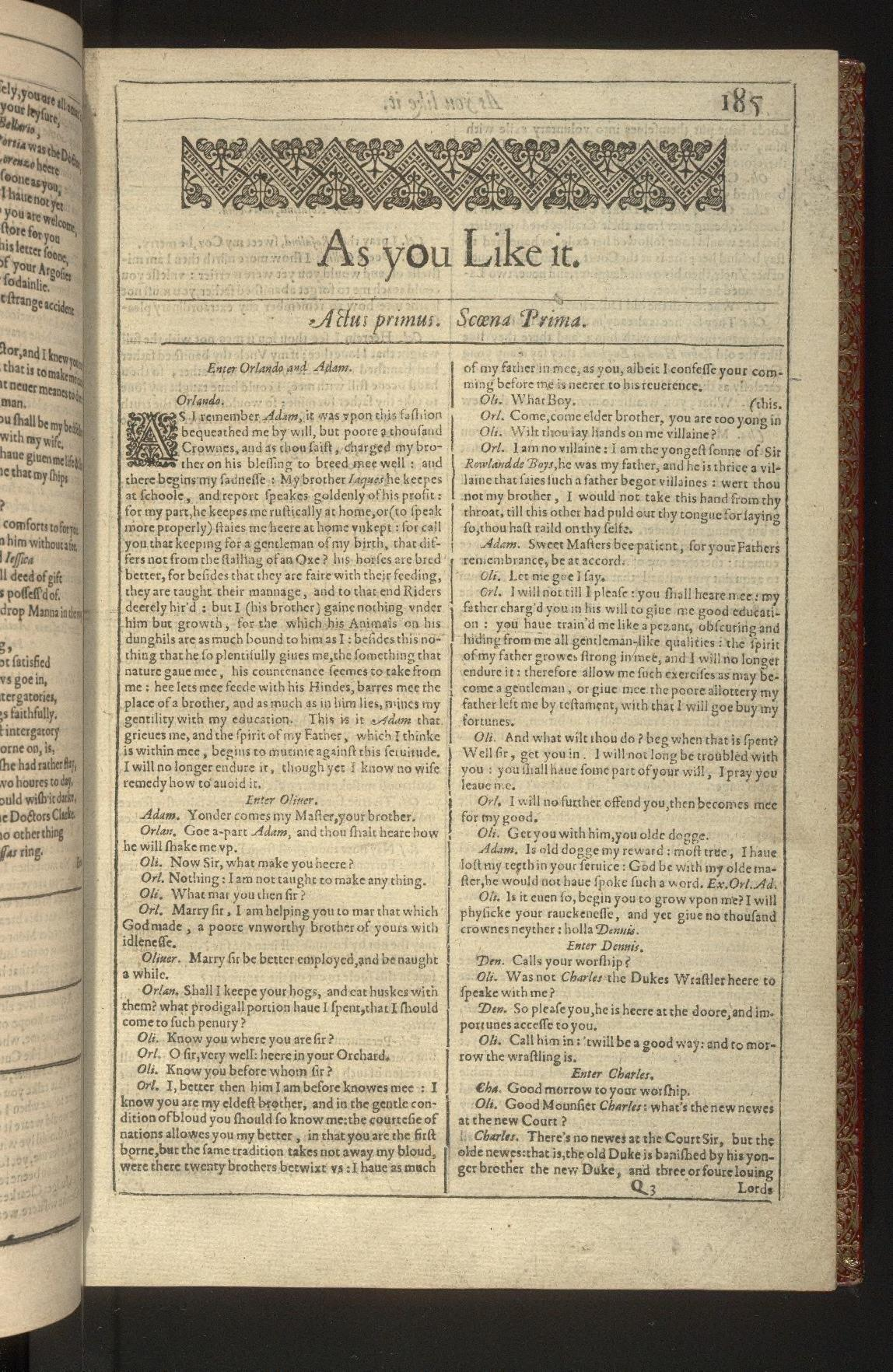
1623년에 출판된 윌리엄 셰익스피어의 퍼스트 폴리오 속 《당신 뜻대로》의 첫 장

《당신 뜻대로》(As You Like It)는 1599년에 쓰이고 1623년 퍼스트 폴리오에서 처음 출판된 윌리엄 셰익스피어의 코미디이다. 희곡의 최초 공연일시는 미상이지만 1603년 윌튼하우스에서의 공연이 최초인 것으로 추정된다. 형의 암살 위협에 시달리는 올랜도, 그를 쫓는 올리버, 숙부에게 쫓겨난 로절린드와 그녀를 따라 가출한 실리아 네 청춘 남녀는 각자의 목적을 위해 아든 숲을 찾는다. 남장 여자, 극중극 요소 등 셰익스피어 시대 낭만 희극의 전형을 확인할 수 있다. 그의 희극 가운데 다섯 손가락 안에 꼽히는 수작이다.

## 배경
부모의 유언에 따라 올랜도는 형인 올리버에게 양육이 맡겨진다. 하지만 평소 올랜도를 시기하던 올리버는 그를 눈엣가시처럼 여길 뿐이다. 어느 날 프레드릭 공작 주최로 레슬링 대회가 열리고, 올랜도는 이 시합에서 공작 측의 선수로 나선 찰스와 맞붙게 된다. 올리버는 이를 기회 삼아 올랜도를 처치할 속셈이다.
한편 형을 강제로 폐위한 프레드릭 공작은 딸 실리아의 간청으로 조카 로절린드만은 궁에 남겨 둔 채 형과 그를 쫓는 무리를 영지에서 내쫓는다. 하지만 로절린드를 향한 세간의 동정에 신경이 쓰인 나머지 그녀도 내쫓기로 한다. 실리아는 아버지의 매정한 결정에 실망하고 로절린드를 설득해 궁을 빠져나간다.
이 희곡은 위협적인 현실을 피해 아든 숲으로 모여든 남녀가 사랑에 빠지고 결혼에 이르는 과정을 그렸다. 청춘 남녀의 낭만적인 사랑이라는 큰 줄거리 아래 권력, 재산에 따른 형제 갈등과 암투를 함께 다뤘다. 남장 여자 모티프, 극중극 구성 등은 셰익스피어의 낭만 희극에서 자주 볼 수 있는 요소다. 셰익스피어 극작술이 성장기에서 완숙기로 넘어가던 때에 창작되었다. 《한여름 밤의 꿈》, 《베니스의 상인》, 《말괄량이 길들이기》, 《십이야》와 함께 셰익스피어 5대 희극으로 꼽히는 수작이다.